# Дерен, Майя
Ма́йя Де́рен (англ. Maya Deren, имя при рождении Элеоно́ра Соломо́новна Деренко́вская, укр. Елеонора Соломонівна Деренковська; 29 апреля [12 мая] 1917, Киев, Российская империя [ныне Украина] — 13 октября 1961, Нью-Йорк, США) — американский режиссёр независимого кино, хореограф, этнограф, теоретик авангарда.

## Биография
Родилась 29 апреля (12 мая) 1917 года в Киеве в семье психиатра Соломона-Давида Деренковского и актрисы Гитель-Малки (Марии) Фидлер; названа в честь знаменитой итальянской актрисы Элеоноры Дузе. В 1922 году вместе с родителями переехала в США. В 1924 году отец сократил семейную фамилию до Дерен. В 1928 году вся семья получила американское гражданство.
Жила в городе Сиракьюс, штат Нью-Йорк. Изучала литературу в Нью-Йоркском университете и колледже Смита, входила в кружки троцкистской молодёжи (Троцкому симпатизировал её отец). Занимала ответственный пост национального секретаря студенческого отделения Лиги социалистической молодёжи — молодёжного крыла Социалистической партии Америки, в котором на тот момент преобладали троцкисты. В 18 лет вышла замуж за активиста-социалиста Грегори Бардейку.
С начала 1940-х годов сотрудничала с выдающейся американской балериной и хореографом, родоначальницей «чёрного танца» Кэтрин Данэм, была её личным секретарём; под её влиянием обратилась к изучению африканских и гаитянских ритуалов (позже, в 1950-х, некоторое время жила на Гаити). В 1942—1947 годах была замужем за чешским авангардным фотохудожником и кинорежиссёром Александром Хакеншмидом (псевдоним — Хаммид), обучившим её основам кино.
В 1943 году занялась кино и официально изменила имя на Майя (именно Хакеншмид придумал Элеоноре псевдоним Майя — говорил, что так звали мать Будды). В эти годы общалась с Андре Бретоном, Марселем Дюшаном, Джоном Кейджем, Анаис Нин, Грегори Бейтсоном, Энтони Тюдором. Умерла в 1961 году от кровоизлияния в мозг, что связывают с крайней степенью истощения и употреблением амфетаминов с начала 1940-х годов. Прах Майи Дерен был развеян над горой Фудзи. Много лет друживший с ней поэт Джеймс Меррилл сделал её героиней своей поэмы «Книга Эфраима» (1976).
«Я была поэтом, я всегда облекала в слова свои зрительные образы. Когда я занялась кино — это было как возвращение домой. Мне больше не нужно было переводить образы в слова. Если бы я не была режиссёром, я, наверно, была бы танцовщицей или певицей. Но кино — это чудесный танец. В кино я могу заставить мир танцевать» — вспоминала Майя Дерен.

## Творчество и признание
Наиболее известна короткометражная немая лента Дерен «Полуденные сети» (1943; саундтрек для этого фильма был сочинён позже), в 1947 году удостоенная Международного приза за экспериментальный фильм в Каннах. Кинематограф Майи Дерен критики определяют как «поэтическую психодраму», «кино транса». Сюжета в её короткометражных фильмах нет; задача киноизображения — с помощью игры света и тени, зеркал и анфилад, смены острых оптических ракурсов, выверенного церемониального ритма вывести зрителя за пределы реального пространства и времени, погрузить в состояние гипнотической заворожённости. Как правило, снималась в собственных фильмах сама, снимала друзей и близких (Хаммида, Дюшана, Кейджа, Анаис Нин). Творческий почерк Майи Дерен, связанный с изобразительными и кинематографическими экспериментами сюрреалистов и Жана Кокто, предвосхитил кино американского андеграунда (Стэн Брэкидж, Йонас Мекас, Кеннет Энгер, Дж. Смит), оказал влияние на фильмы Дэвида Линча.
В 1986 году Американский киноинститут учредил премию имени Майи Дерен.

## Фильмография
| Год  |   | Русское название                            | Оригинальное название                     | Роль |
| ---- | - | ------------------------------------------- | ----------------------------------------- | ---- |
| 1943 | ф | Ведьмина колыбель (с Марселем Дюшаном)      | Witch’s Cradle                            | ~    |
| 1943 | ф | Полуденные сети (с Александром Хаммидом)    | Meshes of the Afternoon                   | ~    |
| 1944 | ф | На берегу                                   | At Land                                   | ~    |
| 1945 | ф | Хореографический этюд для камеры            | A Study in Choreography for Camera        | ~    |
| 1946 | ф | Частная жизнь кота (с Александром Хаммидом) | The Private Life of a Cat                 | ~    |
| 1947 | ф | Ритуал в преображённом времени              | Ritual in Transfigured Time               | ~    |
| 1948 | ф | Размышление о насилии                       | Meditation on Violence                    | ~    |
| 1958 | ф | Неотступный взгляд ночи                     | The Very Eye of Night                     | ~    |
| 1985 | ф | Божественные всадники: живые боги Гаити     | Divine Horsemen: The Living Gods of Haiti | ~    |

Фильмы о Майе Дерен
- Invocation: Maya Deren, dir. Jo Ann Kaplan (1987)
- In The Mirror of Maya Deren, dir. Martina Kudlacek (2001, о фильме см.: , )

## Комментарии
1. 1 2  До провозглашения Российской республики 1 (14) сентября 1917 года — де-юре Российская империя при добровольно отрёкшемся от власти монархе, де-факто государство с переходной формой устройства и правления в период двоевластия Временного правительства и Петросовета.